# Lucky Strikes
Lucky Strikes – album muzyczny amerykańskiego saksofonisty jazzowego Lucky’ego Thompsona nagrany przez Lucky Thompson Quartet 15 września 1964 w Rudy Van Gelder Studio, w Englewood Cliffs (w New Jersey). LP wydany w 1965 przez wytwórnię Prestige. Reedycja na CD wydana przez Original Jazz Classics (OJC 194).

## Muzycy
- Lucky Thompson – saksofon tenorowy, saksofon sopranowy
- Hank Jones – fortepian
- Richard Davis – kontrabas
- Connie Kay – perkusja

## Lista utworów
Strona A
| 1. | "In A Sentimental Mood" (Duke Ellington, Irving Mills) | 5:40  |
|    |                                                        |       |
| 2. | "Fly with the Wind"[2][3] (Lucky Thompson)             | 4:05  |
|    |                                                        |       |
| 3. | "Mid-Nite Oil" (Lucky Thompson)                        | 4:30  |
|    |                                                        |       |
| 4. | "Reminiscent" (Lucky Thompson)                         | 4:00  |
|    |                                                        |       |
|    |                                                        | 18:15 |
|    |                                                        |       |
Strona B
| 5. | "Mumba Neua" (Lucky Thompson)           | 4:45  |
|    |                                         |       |
| 6. | "I Forgot To Remember" (Lucky Thompson) | 6:30  |
|    |                                         |       |
| 7. | "Prey Loot" (Lucky Thompson)            | 4:00  |
|    |                                         |       |
| 8. | "Invitation" (Bronisław Kaper)          | 4:45  |
|    |                                         |       |
|    |                                         | 20:00 |
|    |                                         |       |

## Informacje uzupełniające
- Producent – Don Schlitten
- inżynier dźwięku – Rudy Van Gelder
- Nota na okładce – David A. Himmelstein